# Lyman T. Tingier
Lyman T. Tingier var en amerikansk politiker som var viceguvernör i Connecticut från 1913 till 1915. Detta var under den andra av två tvååriga mandatperioder som Simeon E. Baldwin var guvernör.